# Nafusa
|  | Per a altres significats, vegeu «Jabal Nafusa». |

Els nafusa són un grup humà amazic, anomenats en amazic com Infusen. segons Ibn Battuta eren una de les cinc branques del gran grup Butr i el nom derivaria del seu cap Madghis al-Abtar. El seu hàbitat són les muntanyes Nafusa (Jabal Nafusa, en amazic Adrar n Infusen) al sud-oest de Trípoli de Líbia, a l'est de la frontera tunisiano-líbia. Si bé no tots els habitants del país són verdaders nafuses, el nom s'aplica a tots; la regió de Nafusa també és actualment més gran que originalment que només s'aplicava a una part.

## Història
Els nafuses no són esmentats a l'època clàssica a menys que fossin els esmentats per Corippos a les muntanyes que porten el seu nom (Jabal Nafusa = La muntanya Nafusa) al segle vi (amb el nom de nauusi) però molts autors pensen que es tracta d'un poble a l'Aures. És possible que sota dominació romana d'Orient la població hagués tingut contactes amb les principals bases gregues però no s'esmenten als nafuses; els romans d'Orient tenien alguna basílica propera, com a Temezda i a Itarmisen. Apareixen sota l'islam quan Amr ibn al-As va atacar Trípoli el 642/643. Durant el setge els habitants van cridar en ajut als nafuses que en aquest temps ben segur residien a la plana de la Djafara entre les muntanyes i la mar, i on Sabra era la principal ciutat. Ibn Khaldun l'anomena «la vila dels Nafusa». La Djafara controlava la ruta entre Ifríqiya i Trípoli. Amr va enviar grups de cavalleria que van ocupar Sabra per sorpresa. Amr va haver d'abandonar la conquesta per orde del califa. En aquest temps els nafuses eren segons alguns relats cristians i segons altres jueus. Quan Ifríqiya fou conquerida pels musulmans els nafuses s'haurien retirat a les muntanyes que porten el seu nom, però moderns estudis demostren que almenys una part va restar als seus hàbitats originals i s'haurien barrejat a altres tribus amazigues i més tard es van arabitzar a diferència dels emigrats a les muntanyes que van restar amazics. Els nafuses retirats a les muntanyes estaven relativament civilitzats i s'oposaven als àrabs-musulmans, ja que no compartien aquesta religió. Entre els diferents sempre penetren més les doctrines d'oposició o contràries al govern i així es van difondre a partir del segle viii les idees kharigites i ibadites (739 a la primera meitat del segle X) i els nafuses, com altres poblacions amazigues, van abraçar el ibadisme (la forma més moderada de kharigisme) amb entusiasme. Va donar suport als imamats ibadites de Tripolitana (vegeu Primer imamat ibadita de Tripolitana
El 757/758 va elegir un àrab de nom Abu l-Khattab al-Maafiri com imam ibadita, amb la idea sempre present de formar un estat ibadita-amazic independent. Van ocupar Trípoli i van lluitar contra els sufrites Wardfadjdjuma que havien ocupat Kairuan i van enfrontar als abbàssides que venien a la reconquesta del país. Finalment l'imam i molts dels seus seguidors van morir a la gran batalla lliurada prop de Tawurgha contra el governador de friquiya. Vegeu segon imamat ibadita de Tripolitana. Un altre imam dels nafuses fou l'amazic Abu Hatim Yakub al-Malzuzi que hauria sostingut 375 enfrontaments amb els àrabs i va morir en combat el 771/772.
Després de la fundació de l'emirat de Tahart per la dinastia rustàmida, els nafuses ja no van elegir més imams i van governar el seu territori sota dependència d'aquesta dinastia, de la que formaven el domini oriental. Van dominar Trípoli, la Djafara occidental i probablement una part de l'oriental. Vers el 880 el príncep tulúnida Abbas es va revoltar contra el seu pare Àhmad ibn Tulun; al fracassar va fugir amb deu mil soldats i 800 cavallers cap a Alexandria i Barka, i va exigir a l'aglàbida Abu-Ishaq Ibrahim ibn Àhmad la renúncia del govern d'Ifríqiya al seu favor, i va mostrar per justificar aquesta exigència un suposat diploma del califa al-Mútamid que el nomenava governador. Abbas va atacar Labda, on va derrotar el governador aglàbida Muhammad ibn Qurhub, i va assetjar Trípoli. Però Ilyas ibn Mansur al-Nafusa, l'imam ibadita (o delegat de l'imam) del Djabal Nafusa, va organitzar una força de 12.000 homes que el va derrotar en una data incerta que podria ser l'hivern del 879 al 880 o a l'hivern del 880 al 881. Abbas es va retirar cap a Egipte i fou capturat prop d'Alexandria i conduït a Fustat on el seu pare el va fer cegar, i als seus còmplices els va fer tallar les mans. Abbas fou tancat a la presó i un germà declarat hereu.
Abu-Ishaq Ibrahim ibn Àhmad, emir aglàbida, va fer una expedició a Egipte però es va trobar el camí tallat pels nafuses. Va enfrontar a aquests a la batalla de Manu (896/897) en què els nafuses foren derrotats i van seguir una sèrie d'actes de gran crueltat contra els centenars de presoners. Els nafuses van quedar considerablement debilitats. No gaires anys després els aglabides i els rustàmides eren eliminats pels fatimites, i els nafuses passaven a ser veïns d'aquests. Els nafuses se'ls van oposar i van formar Imamat del Jabal Nafusa), un imamat ibadita separat. Els fatimites els van combatre el 922/923 i els van sotmetre a l'any següent. Els nafuses van donar un cert suport a la revolta kharigita de l'Home de l'Ase contra els fatimites, però va tenir el centre més a l'oest. Després del 969 els hakims que els governaven van quedar sotmesos als zírides però l'hakimat (territori regit per hakims, més tard per xeics) va existir almenys fins al segle xiv.
Els almohades es van acostar a Tripolitana sota Abd-al-Mumin (1159/1160) i els hakims o xeics es van haver de sotmetre. El seu territori fou un dels teatres de l'activitat dels Banu Ghaniya mallorquins que intentaven restaurar l'imperi almoràvit i que van combatre a la regió des del 1184/1185 i durant mig segle. Els àrabs Debbab, una branca dels Banu Sulaym (que havien envaït Ifríqiya junt amb els Banu Hilal) van participar en aquestes lluites i alguns clans es van establir a la costa a l'oest de Trípoli (els Mahamid i els Djuwari especialment) on els nafuses havien governat antigament.

### Imperi Otomà
La regió va perdre tota importància. Sota els hàfsides i després els otomans (dins la regència de Trípoli al segle xvi) els nafuses van viure retirats conservant de fet una certa autonomia a les seves muntanyes, que defensaven zelosament. Els nafuses van restar fidels al ibadisme i als costums amazics a diferència de les altres tribus que es van fer sunnites i es van arabitzar. Hi va haver revoltes periòdiques però cap de molt important. El 1835/1836 els otomans van agafar el control directe de la Tripolitana i van començar una lluita per sotmetre els nafuses i les seves muntanyes. El 1857/1858 els otomans van aconseguir el seu objectiu. El xeic Ghuma ibn Khalifam és considerat un heroi nacional amazic defensor de la independència contra els otomans, però en realitat era un àrab del clan Mahamid, i el suport a la seva resistència per part dels amazics fou limitat.

### Segle XX
Durant la invasió italiana del 1910-1911 els nafuses van oferir resistència i aspiraven a formar un regne independent que arribés fins a la costa. Al-Baruni va organitzar la resistència i va formar un emirat de Djabal Nafusa, però el 1913 foren derrotats a al-Sabaa pel general Lequio i Misurata va passar a mans dels italians quedant l'emirat dissolt.
La seva identitat amaziga no va ser protegida pel règim de Muammar el Gaddafi.